# Atamo
Atamo es una población de la Isla de Margarita, Venezuela que pertenece al Municipio Arismendi (Nueva Esparta), dividido en dos zonas Atamo Norte y Sur. El topomínimo Atamo procede del nombre aborigen del cercano e histórico cerro de Matasiete, cual era Guayatamo de las voces guaya que significa cerro y tamo, paja, ya que, este cerro es muy rico en la paja usada en las construcciones de bahareque, tan utilizados en las humildes viviendas del pueblo margariteño. El pueblo se remonta a 1905 cuando el presidente de Venezuela, General Cipriano Castro, hizo un alto en el poblado. En Atamo se encuentra Catalán (Estado Nueva Esparta), donde transcurre el Río Copey.

## Características
- Localidad donde se fabrican maras, cestas y esteras.

- Población cercana a La Asunción, Pampatar, Los Cerritos y el Centro comercial Sambil.

- En la población está ubicada la Unidad Educativa "Guayamurí", frente al Cerro Matasiete.